# Elephantomene
Elephantomene es un género de plantas de flores perteneciente a la familia Menispermaceae. Nativo de Guayana francesa.

## Especie tipo
- Elephantomene eburnea Barneby & Krukoff

- Datos: Q8774758
- Especies: Elephantomene